# روكستون (بيدفوردشير)
روکستون (بيدفوردشير) (بالإنجليزية: Roxton, Bedfordshire)‏ هي قرية وأبرشية مدنية تقع في المملكة المتحدة في إنجلترا.